# Werner Lorleberg

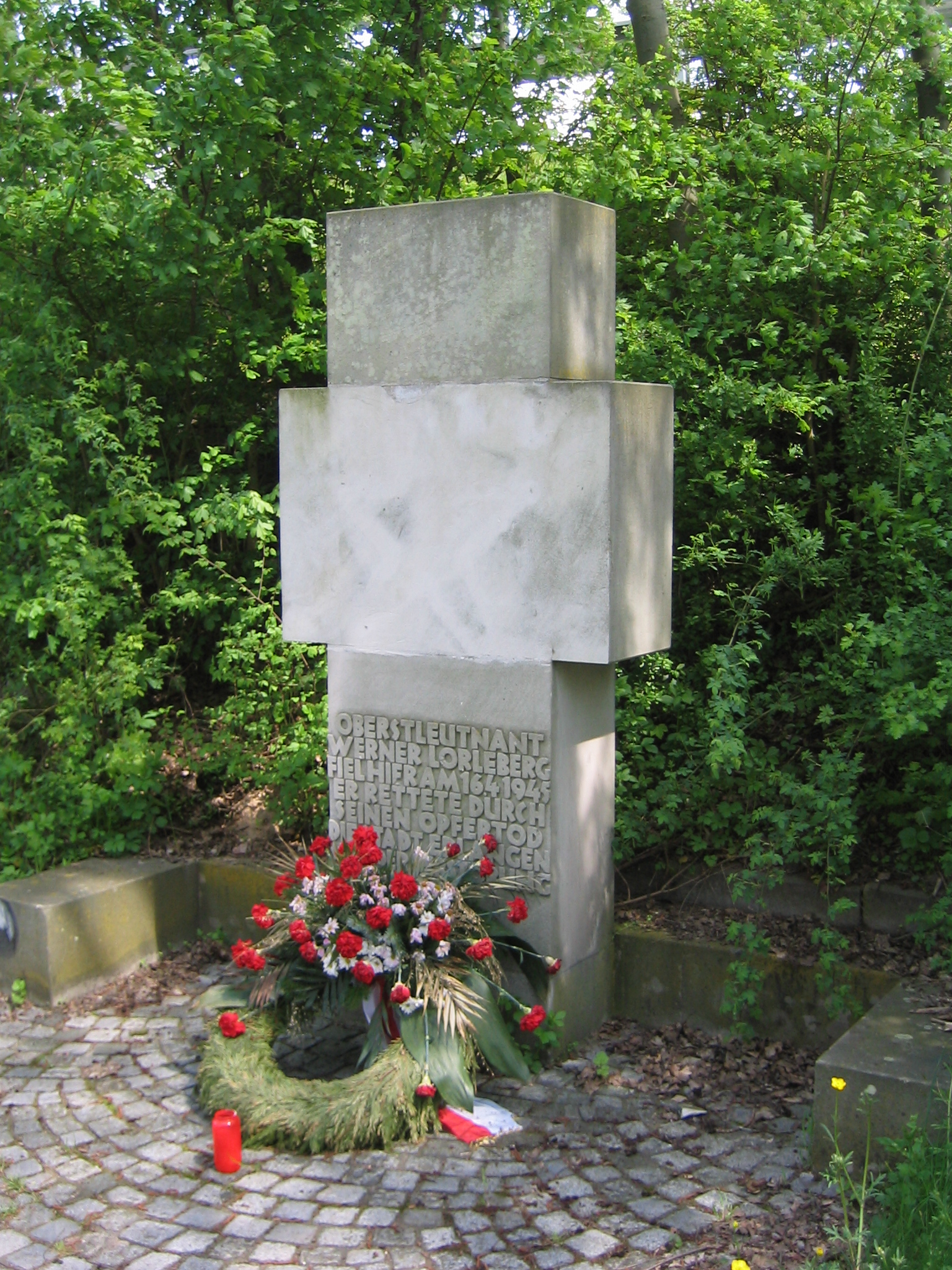
Denkmal an Oberstleutnant Lorleberg nahe der Thalermühle in Erlangen

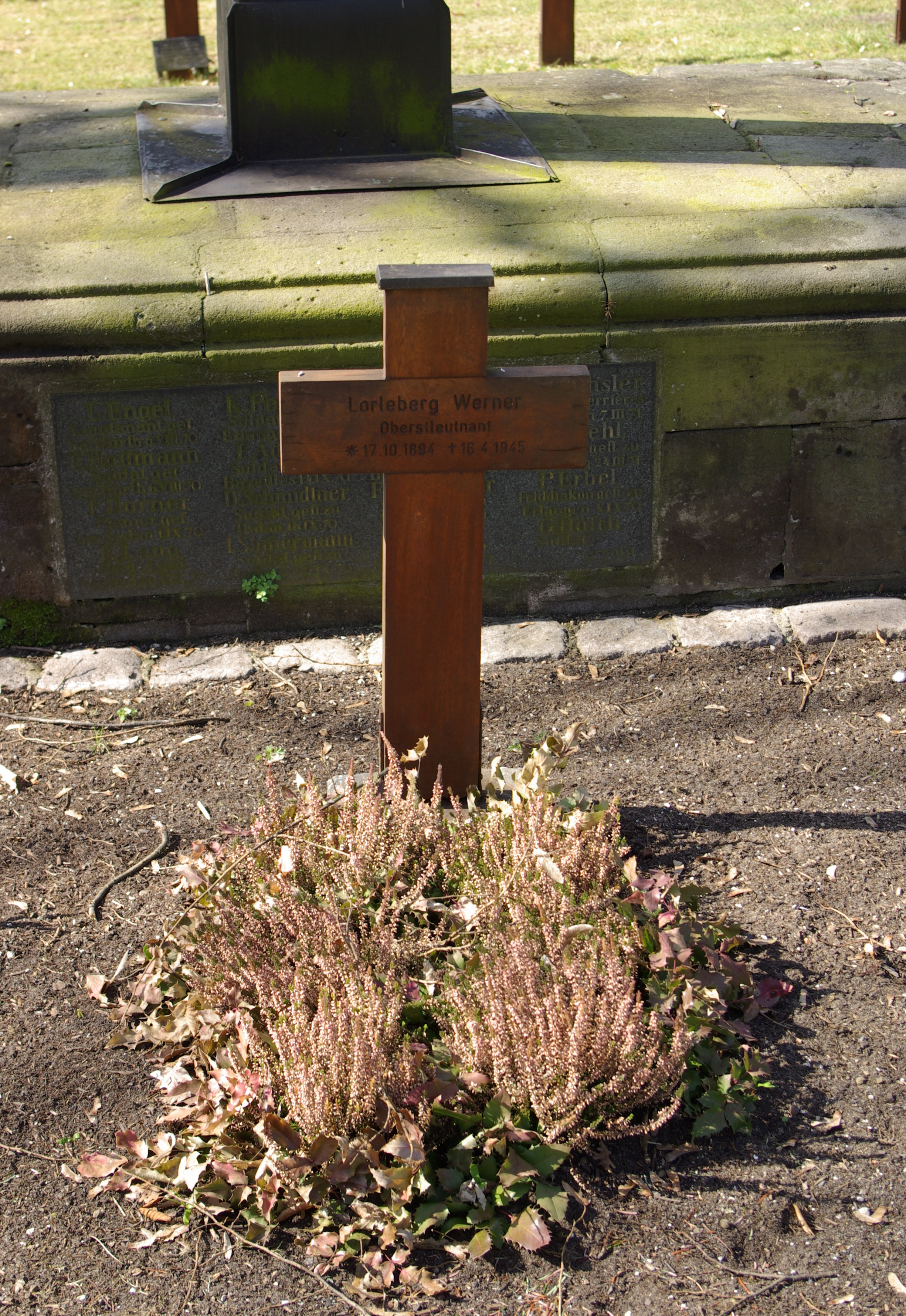
Grab von Werner Lorleberg auf dem Ehrenfriedhof in Erlangen

Werner Lorleberg (* 17. Oktober 1894 in Bottmersdorf; † 16. April 1945 in Erlangen) war Oberstleutnant der Wehrmacht und Kampfkommandant Erlangens.

## Werdegang Lorlebergs
Lorleberg entstammte einer Pfarrersfamilie. Er besuchte die Gymnasien in Halle und Neuhaldensberg. Nach dem Abitur wurde er Berufssoldat. Als junger Offizier nahm er am Ersten Weltkrieg teil und wurde wegen besonderer Tapferkeit mehrfach ausgezeichnet. Im Jahr 1916 kam er schwer verwundet in britische Gefangenschaft. Nach seiner Entlassung (1919) war er bis 1936 Bankbeamter in Halle und Dresden. Beim Aufbau der Wehrmacht ließ er sich als Hauptmann reaktivieren. In der Beurteilung seiner Personalakte am 1. April 1943 heißt es, „Er drängt seit Kriegsbeginn zur Front“. Weiter heißt es in einer Wehrmachtsakte vom 1. März 1944 unter anderem, er sei „Nationalsozialist, vorm Feinde bewährt“, wobei sich Letzteres auf die im Ersten Weltkrieg verliehenen Tapferkeitsauszeichnungen bezieht.
Im Winter 1941/42 meldete er sich freiwillig an die Ostfront. 1944 war er der Kommandant der Bjaresina-Brücken im heutigen Belarus, die Schlacht war allerdings bald verloren und die Wehrmacht bis Sommer auf Territorium zurückgedrängt worden, das heute zu Polen gehört. Bei Augustów erlitt Lorleberg beim Rückzug am 30. Juli 1944 eine schwere Verwundung, die ihn bis Februar 1945 dienstunfähig machte.
Anschließend gehörte er zur sogenannten Führerreserve. Am 9. April 1945 wurde er letzter „Kampfkommandant“ Erlangens.

## Bewahrung Erlangens vor der Zerstörung
Oberbefehlshaber West (OB West) war Generalfeldmarschall Albert Kesselring. Unterstellt war ihm unter anderem SS-Gruppenführer Max Simon. Simon, der mit seinem XIII. SS-Armeekorps die süddeutsche Bevölkerung bis zur Kapitulation des Dritten Reiches unnachgiebig gequält hatte, tat sich bei Kriegsende als eine der systematisch mordenden Figuren besonders hervor.
In der Endphase des Krieges verfolgten die US-Truppen Taktiken, „die auf die größtmögliche Schonung des eigenen Personals ausgerichtet waren. Schon geringer Widerstand an einer Panzersperre oder einzelne Schüsse aus dem Hinterhalt führten in der Regel zum massiven Einsatz von Panzerkanonen, Artillerie oder zur Anforderung von Luftunterstützung in Gestalt eines taktischen Bombenangriffes – und damit zur weitgehenden Zerstörung eines Ortes.“
Nur wenige Kilometer von Erlangen entfernt, in Tennenlohe, stand eine kleine kampfstarke SS-Einheit. Diese hätte leicht nach Erlangen vorstoßen und die für die Kapitulation Verantwortlichen zur Rechenschaft ziehen können. Um blutige Vorfälle, wie etwa in Crailsheim oder in Brettheim zu vermeiden, musste der Kampfkommandant mit der Übergabe warten, bis die US-Truppen die Stadt erreicht hatten. Die zwischenzeitliche Beschießung forderte 48 Tote (darunter 14 Soldaten) und über 200 Verletzte. Es wurden 14 total zerstörte Gebäude und 108 schwere sowie 237 leichtere Gebäudeschäden gezählt.
Lorleberg verweigerte sich als Stadtkommandant unter Berufung auf seinen Auftrag und auf seinen Eid lange den Bitten des Erlanger Oberbürgermeisters Herbert Ohly, das mit Flüchtlingen und Verwundeten überfüllte Erlangen kampflos den amerikanischen Truppen zu übergeben. Erst als amerikanische Verbände am 16. April 1945 schon in das Weichbild der Stadt eingedrungen waren und damit ein Einsatz auswärtiger SS-Einheiten ausgeschlossen war, übergab Lorleberg die Stadt. Dadurch wurde Erlangen vor weiteren Zerstörung durch Kampfhandlungen bewahrt, viele Todesopfer wurden vermieden.

## Tod Lorlebergs
Keller beschreibt die Vorgänge wie folgt: „Gemeinsam mit dem Polizeioberleutnant Andreas Fischer fuhr der Kampfkommandant zu der Mühle. Dort kam es zu einer heftigen Auseinandersetzung mit dem Leutnant, der die beiden höheren Offiziere als Verräter und Feiglinge beschimpfte. Als Lorleberg und Fischer den Befehlsstand verließen, wurden sie von dort unter Feuer genommen. Während der Polizeioffizier sich mit Mühe retten konnte, wurde der Kampfkommandant verwundet. Später trat der Leutnant zu dem Schwerverletzten und tötete ihn durch einen Schuss in den Kopf; einen Unteroffizier wies er an, dem Toten die Rangabzeichen und sein Eisernes Kreuz abzunehmen.“ Tatsächlich gibt es unterschiedliche Vermutungen über die genauen Abläufe: Diese reichen von Selbstmord Lorlebergs bis zur Erschießung, weil er die Kapitulation verweigerte.
An der Stelle, wo er tot aufgefunden wurde, erinnert heute ein Denkmal an ihn. Er wurde auf dem Erlanger Zentralfriedhof bestattet, im Dezember 1945 jedoch auf den Ehrenfriedhof umgebettet.
Ihm zu Ehren wurde der Kaiser-Wilhelm-Platz in Erlangen am 1. November 1945 in Lorlebergplatz umbenannt.

## Umstrittene Rolle Lorlebergs im heutigen Erlangen
In der heutigen Betrachtung wird Lorleberg weiterhin als Bewahrer der Stadt Erlangen – auch durch offizielle Stellen der Stadt Erlangen – hochgehalten und durch Kranzniederlegungen und entsprechende Gedenktafeln am nach ihm benannten Lorlebergplatz regelmäßig zum Helden historisch verklärt. Diesem Status als „Held“ stimmt jedoch nicht die gesamte Bevölkerung zu. Das ihm zu Ehren errichtete Denkmal in der Nähe der Thalermühle wurde beschmiert, sein Grabmal geschändet. Von offizieller Seite wird darauf hingewiesen, dass Lorleberg lediglich seine militärische Pflicht als Soldat erfüllt habe, zudem nachweislich nicht Anhänger der NS-Ideologie war (im Gegensatz zu dem damaligen Erlanger Oberbürgermeister Herbert Ohly, der als Parteimitglied der NSDAP bekennender Nazi war) und daher die Ehrung des Oberstleutnants keinesfalls eine Gutheißung des NS-Regimes bedeute.
Die Angabe, er sei nachweislich kein Anhänger der NS-Ideologie gewesen, ist allerdings inkorrekt, da er in einer militärischen Akte als Nationalsozialist beschrieben wird. Parteimitglied in der NSDAP war er nicht, obwohl er dies hätte sein können. Lediglich die Mitgliedschaft hätte gemäß § 26 Abs. 1 des Wehrgesetzes 1935 „für die Dauer des aktiven Wehrdienstes [geruht]“.